# Charles Braverman
Charles „Chuck“ Braverman (* 3. März 1944 in Los Angeles, Kalifornien) ist ein US-amerikanischer Kameramann, Filmregisseur und Filmproduzent.

## Karriere
Seine Filmkarriere begann 1967 als Kameramann bei dem Kurzfilm 6.18.67 von George Lucas. Im Anschluss gab er sein Regiedebüt bei dem im Jahr 1969 veröffentlichten Kurzfilm An American Time Capsule. Seine erste Beteiligung als Filmproduzent hatte er 1971 bei dem Dokumentarfilm Television Land. In den 1980er Jahren war er als Produzent überwiegend für Dokumentarfilme verantwortlich. In der gleichen Zeit sowie in den 1990er Jahren führte er aber auch bei Fernsehserien Regie wie unter anderem bei Chefarzt Dr. Westphall, Die Fälle des Harry Fox, Sledge Hammer!, Beverly Hills, 90210, Baywatch – Die Rettungsschwimmer von Malibu oder Hercules.
Im Jahr 2000 wurden zwei Dokumentarfilme von ihm veröffentlicht, für die er als Produzent und Regisseur verantwortlich war. Für High School Boot Camp erhielt Braverman von der DGA 2001 einen DGA Award. Für seine Leistung bei Curtain Call erhielt er eine Oscar-Nominierung in der Kategorie Bester Dokumentar-Kurzfilm. Sein bisher letzter Dokumentarfilm erschien im Jahr 2015 und handelt vom Strafprozess gegen O. J. Simpson.

## Privat
Charles Braverman wurde 1944 in Los Angeles geboren. Er machte 1967 seinen Abschluss an der University of South Carolina. Seit dem 28. Oktober 2000 ist er mit Marilyn Lennon verheiratet. Sein jüngerer Bruder ist der Schauspieler Bart Braverman, der bereits bei über 100 Produktionen mitwirkte.

## Filmografie (Auswahl)
- 1967: 6.18.67 (6-18-67, Kurzfilm)
- 1969: An American Time Capsule (Kurzfilm)
- 1984–1985: Chefarzt Dr. Westphall (St. Elsewhere, Fernsehserie, 2 Episoden)
- 1985: Die Fälle des Harry Fox (Crazy Like a Fox, Fernsehserie, 2 Episoden)
- 1986: Der Prinz von Bel Air (Prince of Bel Air, Fernsehfilm)
- 1986: Young Streetfighters (The Brotherhood of Justice, Fernsehfilm)
- 1986–1987: Sledge Hammer! (Fernsehserie, 6 Episoden)
- 1987: Full House (Rags to Riches, Fernsehserie, Episode 1x05 Patty’s Mom)
- 1987: Mike Hammer (Mickey Spillane’s Mike Hammer, Fernsehserie, Episode 3x19 Mikes ungewöhnliche Heirat)
- 1991: Beverly Hills, 90210 (Fernsehserie, 9 Episoden)
- 1992: Melrose Place (Fernsehserie, 2 Episoden)
- 1994: Baywatch – Die Rettungsschwimmer von Malibu (Baywatch, Fernsehserie, Episode 4x17 Tödliches Wissen)
- 1996: Hercules (Fernsehserie, Episode 3x07 Das grünäugige Monster)
- 2000: High School Boot Camp (Dokumentarfilm)
- 2000: Curtain Call (Dokumentarkurzfilm)
- 2015: The Secret Tapes of the O.J. Case: The Untold Story (Dokumentarfilm)

## Auszeichnungen und Nominierungen
- 1980: CableACE Award in der Kategorie „Music Entertainment“ für Willie Nelson at Lake Tahoe
- 1985: CableACE Award in der Kategorie „Music Series“ für DTV: Music Videos
- 2001: Oscarnominierung in der Kategorie „Bester Dokumentar-Kurzfilm“ für Curtain Call
- 2001: DGA Award in der Kategorie „Outstanding Directorial Achievement in Documentary“ für High School Boot Camp[4]